# Guillem Soler Niell
Guillem Soler Niell (Palma, 1952) és un escriptor i empresari mallorquí.
Es va llicenciar en filologia hispànica a la Universitat Central de Barcelona, el 1974. El 1973 participà en el recull de poemes col·lectiu "Temptant l'equilibri", amb Joan Perelló, Damià Pons i Lleonard Muntaner. Després publicà els poemaris "Ronda de tardor" (1979); "Boulevards de tardor" (1983), premi Ciutat de Palma 1982; "Calaegos" (1991) i "La noche que penetra" (1994). Tengué cura de l'edició "Antologia de poetes balears (1840-1930)" (1985) i "Antologia de poetes balears. De la postguerra las nostres dies" (1987). Col·laborà en el llibre "Palma" (1988). Va ser director general de cultura del Govern Balear (1986-1988). Un cop finalitzada l'etapa política, va dirigir una empresa de publicitat.